# Halloween (singel The Misfits)
Halloween – szósty singel zespołu The Misfits wydany 30 października 1981 roku przez wytwórnię Plan 9 Records.

## Lista utworów
1. Halloween
2. Halloween II

## Skład
- Glenn Danzig – wokal
- Bobby Steele – gitara, wokal
- Jerry Only – bas, wokal
- Arthur Googy – perkusja
- Doyle Wolfgang von Frankenstein – gitara